# Acmaeodera pinalorum
Acmaeodera pinalorum är en skalbaggsart som beskrevs av Knull 1930. Acmaeodera pinalorum ingår i släktet Acmaeodera och familjen praktbaggar. Inga underarter finns listade i Catalogue of Life.